# .biz
.biz è un dominio di primo livello generico. Introdotto nel 2001 per entità commerciali, il nome del dominio deriva dalla parola inglese business.
Inizialmente amministrato da Neulevel, nel 2020 la gestione del dominio è stata trasferita a Registry Services (GoDaddy).